# Khi del Cigne
Khi del Cigne (χ Cygni) és un estel variable en la constel·lació del Cigne. La seva lluentor oscil·la entre magnitud aparent +3,30 i +14,20, el major canvi de lluminositat conegut en un estel si s'exceptuen les explosions o esclats. L'astrònom Gottfried Kirch va descobrir la seva variabilitat en 1687, quan al juliol d'aquest any va observar que l'estel havia desaparegut del cel, i no va ser visible de nou fins al mes d'octubre. Recentment, entre juliol i agost de 2005, la seva lluentor va aconseguir magnitud 3,8 d'acord amb diversos informes de l'AAVSO, la qual cosa constituiria la seva lluentor màxima en els últims 148 anys.
A una distància aproximada de 346 anys llum del Sistema solar, Khi Cygni és una variable Mira amb un període de pulsació de 408,05 dies. Amb una temperatura igual o inferior a 3000 K, és unes 3000 vegades més lluminosa que el Sol. Té un radi 300 vegades més gran que el radi solar, comparable a l'òrbita del planeta Mart.
En envellir les variables Mira, poden bombar carboni del seu nucli cap a la superfície, augmentant la proporció d'aquest element enfront del d'oxigen. En estels normals com el Sol, la proporció d'oxigen és molt major que la de carboni, mentre que en els anomenats estels de carboni —com La Superba (Y Canum Venaticorum)—, la proporció és inversa. Khi Cygni, estel del rar tipus espectral S (S6), està a mig camí entre ambdues, sent les proporcions de carboni i oxigen similars.
Igualment destaca el seu alt contingut en zirconi, a conseqüència del procés-s que té lloc en aquesta classe d'estels. La seva evolució l'anirà conduint definitivament cap a un estel de carboni.